# 3272 Tillandz
3272 Tillandz este un asteroid din centura principală, descoperit pe 24 februarie 1938, de Yrjö Väisälä.